# Baby (film, 2023)
 (novembre 2023).
La mise en forme du texte ne suit pas les recommandations de Wikipédia : il faut le « wikifier ».
Les points d'amélioration suivants sont les cas les plus fréquents. Le détail des points à revoir est peut-être précisé sur la page de discussion.
- Les titres sont pré-formatés par le logiciel. Ils ne sont ni en capitales, ni en gras.
- Le texte ne doit pas être écrit en capitales (les noms de famille non plus), ni en gras, ni en italique, ni en « petit »…
- Le gras n'est utilisé que pour surligner le titre de l'article dans l'introduction, une seule fois.
- L'italique est rarement utilisé : mots en langue étrangère, titres d'œuvres, noms de bateaux, etc.
- Les citations ne sont pas en italique mais en corps de texte normal. Elles sont entourées par des guillemets français : « et ».
- Les listes à puces sont à éviter, des paragraphes rédigés étant largement préférés. Les tableaux sont à réserver à la présentation de données structurées (résultats, etc.).
- Les appels de note de bas de page (petits chiffres en exposant, introduits par l'outil «  Source ») sont à placer entre la fin de phrase et le point final[comme ça].
- Les liens internes (vers d'autres articles de Wikipédia) sont à choisir avec parcimonie. Créez des liens vers des articles approfondissant le sujet. Les termes génériques sans rapport avec le sujet sont à éviter, ainsi que les répétitions de liens vers un même terme.
- Les liens externes sont à placer uniquement dans une section « Liens externes », à la fin de l'article. Ces liens sont à choisir avec parcimonie suivant les règles définies. Si un lien sert de source à l'article, son insertion dans le texte est à faire par les notes de bas de page.
- La présentation des références doit suivre les conventions bibliographiques. Il est recommandé d'utiliser les modèles {{Ouvrage}}, {{Chapitre}}, {{Article}}, {{Lien web}} et/ou {{Bibliographie}}. Le mode d'édition visuel peut mettre en forme automatiquement les références.
- Insérer une infobox (cadre d'informations à droite) n'est pas obligatoire pour parachever la mise en page.

Pour une aide détaillée, merci de consulter Aide:Wikification.
Si vous pensez que ces points ont été résolus, vous pouvez retirer ce bandeau et améliorer la mise en forme d'un autre article.
Pour les articles homonymes, voir Baby.
Pour plus de détails, voir Fiche technique et Distribution.
Baby est un film romantique indien en télougou sur le passage à l'âge adulte, réalisé par Sai Rajesh Neelam en 2023. Le film est produit par Sreenivasa Kumar Naidu, et distribué par Mass Movie Makers. Il met en scène Anand Devarakonda, Vaishnavi Chaitanya, et Viraj Ashwin dans les rôles principaux.  
Le film sort le 14 juillet 2023, et rapporte 74.54 millions de roupies (environ 8.5 million d'euros) contre un coût de production de 10 à 14 millions de roupies. 

## Synopsis
Anand et Vaishnavi sont issus de familles de classe moyenne. Ils tombent amoureux l'un de l'autre au lycée, mais lorsque Vaishnavi embrasse Ashwin, un jeune homme issu d'une famille riche rencontré à la fac, le monde d'Anand s'écroule. Le film explore les intrigues amoureuses entre les personnages,.

## Distribution
- Anand Devarakonda : Anand
- Vaishnavi Chaitanya : Vaishnavi
- Viraj Ashwin : Viraj Ashwin
- Nagendra Babu : le père de Vaishnavi
- Lirisha Kunapareddy : la mère de Vaishnavi
- Harsha Chemudu : Harsha, l'amie d'Anand
- Sathvik Anand : Sathvik, l'ami d'Anand
- Kusuma Degalamari : Kusuma, l'ami de Vaishnavi
- Kirrak Seetha : Seetha, le camarade de collège de Vaishnavi
- Vadlamani Srinivas : le père de Viraj

## Musique
| N°             | Titre                              | Compositeur         | Interprète        |       |
| -------------- | ---------------------------------- | ------------------- | ----------------- | ----- |
| 1.             | O Rendu Prema Meghaalila           | Ananta Sriram       | Sreerama Chandra  |       |
| 2.             | DevaRaaja                          | Kalyan Chakravarthi | Arya Dhayal       |       |
| 3.             | Premisthunna                       | Suresh Banisetti    | P. V. N. S. Rohit | 6:36  |
| 4.             | Ribapappa                          | Suresh Banisetti    | Sri Krishna       |       |
| 5.             | O Rendu Prema Meghaalila (Reprise) | Ananta Sriram       | Sreerama Chandra  |       |
| 6.             | Chanti Pillala                     | Suresh Banisetti    | Anudeep Dev       |       |
| 7.             | Kalakalame                         | Suresh Banisetti    | Sahithi Chaganti  | 3:27  |
| Durée totale : | Durée totale :                     | Durée totale :      | Durée totale :    | 36:15 |

## Sortie
Baby sort en salle le 14 juillet 2023. Les droits de diffusion streaming, après les diffusions en salle, sont acquis par Aha. La diffusion est prévue pour le 8 septembre 2023.

## Accueil

### Critiques
- Si vous ne connaissez pas le sujet, laissez ce bandeau (vous pouvez alors contacter les auteurs).
- Si vous supprimez le contenu mis en cause (vous pouvez préalablement contacter les auteurs),

argumentez précisément cette suppression dans la page de discussion
(un manque de référence n'est pas un argument ; une recherche réelle de référence doit avoir été effectuée, être formellement documentée).
Une critique de 123telegu a écrit que « dans l'ensemble, Baby met en lumière de manière propre les relations modernes, et le point culminant n'est pas conventionnel. Les performances d'Anand Deverakonda, Vaishnavi Chaitanya, et Viraj Ashwin sont vraiment superbes. ». Une critique de The Indian Express présente elle Baby comme « un must de cette saison ». Pour The Times of India, « Baby pourrait vous laisser avec des sentiments mitigés, mais c'est aussi le genre de film qui suscitera des conversations, pour le meilleur ou pour le pire. Et c'est peut être le but de tout ça ! ». The Hindu écrit : « Dirigé par Sai Rajesh, le dernier film d'Anand Deverakonda se lit comme une histoire morale avec le protagoniste énonçant en fait les trois quarts moraux du film ». Le Deccan Chronicle fait une critique négative, affirmant que « le réalisateur voulait engager le public en le plongeant dans les confusions des jeunes dans la gestion des relations, mais tombe à plat en quelques instants ». 

### Box-office
Dix jours après sa sortie, le film a récolté 60,4 millions de roupies dans le monde. Les coûts de production s'élevant à 31,71 millions de roupies, le profit total est de 23,71 million de roupies. Sur le marché intérieur (États indiens d'Andhra Pradesh et de Telangana), le film collecte un montant brut de 51,10 millions de roupies, avec un partage des coûts de 27,85 millions de roupies. 